# Nick Kent
Nick Kent (* 24. prosince 1951 Londýn) je britský hudební kritik, zaměřený na rockovou a undergroundovou kulturu.
Je synem zvukového inženýra z Abbey Road Studios. Studoval literaturu na Bedford College, školu však nedokončil a stal se novinářem. Od roku 1972 byl redaktorem NME, později psal také pro The Face, Melody Maker, The Sunday Times, Spin a Libération.  
Jeho styl psaní ovlivnili Hunter S. Thompson, Lester Bangs a Jack Kerouac. Kentovy recenze, reportáže a rozhovory byly výraznou součástí britské rockové scény sedmdesátých let. Vycházel z proudu nazvaného gonzo žurnalismus a snažil se poznat na vlastní kůži životní styl hudebníků. Udržoval komplikovaný milostný vztah se zpěvačkou Chrissie Hynde. S francouzskou novinářkou Laurence Romance má syna Jamese, který vystupuje pod pseudonymem Perturbator. Jako kytarista krátce hrál se skupinami London SS a Sex Pistols. Později byly jeho vztahy s punkery nepřátelské, což vyvrcholilo rvačkou se Sidem Viciousem v londýnském 100 Clubu. Ve filmu Sid a Nancy je vyobrazen jako karikovaná figurka nazvaná Dick Bent. 
Je autorem knihy Těžkej nářez (1994, česky 1995), v níž představil osobnosti jako Iggy Pop, Syd Barrett, Neil Young, Lou Reed a Kurt Cobain. Vydal také knižní autobiografii Apatie k ďáblu (2010, česky 2013), kde otevřeně popsal zákulisí hudebního průmyslu i svoji dlouholetou závislost na heroinu. Vystupoval v dokumentárním filmu Pink Floyd: The Story of Wish You Were Here. Žije v Paříži a přispívá do The Guardian. Na NME Awards mu byla udělena cena Godlike Genius za celoživotní přínos rockové hudbě.